# Huỳnh Thị Phúc
Huỳnh Thị Phúc (sinh ngày 17 tháng 2 năm 1976) là nữ Đại biểu Quốc hội nước Cộng hòa xã hội chủ nghĩa Việt Nam. Bà hiện là Tỉnh ủy viên, Phó Trưởng đoàn Đại biểu Quốc hội chuyên trách tỉnh Bà Rịa – Vũng Tàu, Ủy viên Ủy ban Xã hội của Quốc hội, Đại biểu Quốc hội khóa XV từ Bà Rịa – Vũng Tàu.
Huỳnh Thị Phúc là đảng viên Đảng Cộng sản Việt Nam, học vị Cử nhân Quản lý văn hóa, Cử nhân Anh văn, Thạc sĩ Văn hóa, Cao cấp lý luận chính trị. Bà có sự nghiệp đều công tác ở quê nhà Bà Rịa – Vũng Tàu.

## Xuất thân và giáo dục
Huỳnh Thị Phúc sinh ngày 17 tháng 2 năm 1976 tại xã Long Phước, thành phố Bà Rịa, tỉnh Bà Rịa – Vũng Tàu. Bà lớn lên và tốt nghiệp phổ thông ở Bà Rịa, học đại học ở Thành phố Hồ Chí Minh và tốt nghiệp song bằng cử nhân gồm Cử nhân Quản lý văn hóa và Cử nhân Anh văn, sau đó tiếp tục học cao học và nhận bằng Thạc sĩ Văn hóa. Bà được kết nạp Đảng Cộng sản Việt Nam vào ngày 25 tháng 12 năm 1997, trở thành đảng viên chính thức sau đó 1 năm, từng theo học các khóa chính trị ở Học viện Chính trị Quốc gia Hồ Chí Minh và tốt nghiệp Cao cấp lý luận chính trị.

## Sự nghiệp
Năm 1995, sau khi tốt nghiệp trung học phổ thông, Huỳnh Thị Phúc được nhận vào Bảo tàng tổng hợp tỉnh Bà Rịa – Vũng Tàu làm Thuyết minh viên. Bà công tác liên tục ở đây hơn 8 năm, cho đến tháng 10 năm 2003 thì được chuyển tới Liên đoàn Lao động thành phố Bà Rịa, tỉnh Bà Rịa – Vũng Tàu, được bầu làm Ủy viên Ban thường vụ, giữ chức Trưởng ban Nữ công. Tháng 9 năm 2004, bà được điều chuyển làm Trưởng Chi nhánh Quỹ trợ vốn CEP của Liên đoàn Lao động thành phố Bà Rịa, rồi thăng chức Phó Chủ tịch Liên đoàn Lao động thành phố Bà Rịa từ tháng 7 năm 2010. Tháng 6 năm 2012, bà nhậm chức Phó Chủ tịch Công đoàn Viên chức tỉnh Bà Rịa – Vũng Tàu, sang tháng 3 năm 2013 thì được điều chuyển làm Trưởng Ban Tuyên giáo Liên đoàn Lao động tỉnh Bà Rịa – Vũng Tàu, rồi Phó Chủ tịch Liên đoàn Lao động tỉnh sau đó 1 tháng. Giai đoạn này, bà cũng là Đại biểu Hội đồng nhân dân tỉnh Bà Rịa – Vũng Tàu, nhiệm kỳ 2016–2021, Ủy viên Ban Chấp hành Đảng bộ khối Cơ quan và Doanh nghiệp tỉnh Bà Rịa – Vũng Tàu khóa V, nhiệm kỳ 2020–2025.
Tháng 10 năm 2020, tại Đại hội Đảng bộ tỉnh Bà Rịa – Vũng Tàu lần thứ VII, nhiệm kỳ 2020–2025, Huỳnh Thị Phúc được bầu vào Ban Chấp hành Đảng bộ tỉnh, tiếp tục giữ chức vụ ở Liên đoàn Lao động tỉnh cho đến tháng 3 năm 2021 thì được luân chuyển làm Phó Trưởng Ban Dân vận Tỉnh ủy Bà Rịa – Vũng Tàu. Trong năm này, với sự giới thiệu của Ủy ban Mặt trận Tổ quốc tỉnh, bà tham gia ứng cử đại biểu Quốc hội từ Bà Rịa – Vũng Tàu, bầu cử ở đơn vị bầu cử số 1 gồm thành phố Vũng Tàu, huyện Long Điền, Đất Đỏ, Côn Đảo, rồi trúng cử Đại biểu Quốc hội khóa XV với tỷ lệ 65,8%. Ngày 23 tháng 7 năm 2021, bà được phê chuẩn làm Phó Trưởng Đoàn Đại biểu Quốc hội chuyên trách tỉnh Bà Rịa – Vũng Tàu, Ủy viên Ủy ban Xã hội của Quốc hội.